# Eddie Moussa
Eddie Moussa (20 de março de 1984 - 1 de Julho de 2010) foi um jogador de futebol sueco de origem libanesa Assírio.